# إيه إس بيراي
إيه إس بيراي هو نادي كرة قدم من بيراي، تاهيتي ويعد أحد أنجح الفرق في تاهيتي بعد أن فازوا بدوري بولينزيا الفرنسية 8 مرات كما أنهم أول فريق من بولينيزيا الفرنسية يصل إلى نهائي دوري أبطال أوقيانوسيا والذي تحقق في 2006.